# Бава Зууре, Мозес
Мозес Салифу Бава Зууре (англ. Moses Salifu Bawa Zuure; род. 25 июня 2004, Аккра) — ганский футболист, защитник клуба «Атмосфера».

## Карьера

### «Даугавпилс»
В марте 2023 года футболист присоединился к латвийскому клубу «Даугавпилс», с которым заключил долгосрочный контракт. Дебютировал за клуб футболист 12 марта 2023 года в матче против клуба «Тукумс 2000», выйдя на поле в стартовом составе. Футболист сразу же смог закрепиться в основной команде латвийского клуба, став одним из ключевых центральных защитников в стартовом составе. По итогу сезона футболист вместе с клубом завершил чемпионат на итоговом седьмом месте в турнирной таблице. На протяжении сезона футболист выступал за латвийский клуб в роли одного из ключевых игроков, однако результативными действиями не отличился. По окончании сезона футболист покинул клуб, расторгнув контракт по соглашению сторон и получив статус свободного агента. 

### «Атмосфера»
В июне 2024 года футболист на правах свободного агента присоединился к литовскому клубу «Атмосфера». Дебютировал за клуб футболист 21 июня 2024 года в мтаче против клуба «Бабрунгас», выйдя на поле в стартовом составе. В июле 2024 года футболист был официально представлен в клубе. Футболист сразу же смог закрепиться в основной команде литовского клуба. Дебютным забитым голом за клуб футболист отличился уже в новом сезоне 6 апреля 2025 года в матче против клуба «ФА Шяуляй B».

## Международная карьера
В конце мая 2022 года получил вызов в молодёжную сборную Ганы до 20 лет для участия на Турнире в Тулоне. Дебютный матч за сборную сыграл 8 июня 2022 года против сборной Саудовской Аравии.

## Статистика
| Сезон | Дивизион | Клуб       | Страна      | Матчи | Голы |
| ----- | -------- | ---------- | ----------- | ----- | ---- |
| 2023  | Д1       | Даугавпилс | Флаг Латвии | 34    | 0    |
| 2024  | Д2       | Атмосфера  | Флаг Литвы  | 17    | 0    |
| 2025  | Д2       | Атмосфера  | Флаг Литвы  | 11    | 1    |